# Melissa P. – Minden este 100-szor, kefével
A Melissa P. – Minden este 100-szor, kefével (eredeti cím: Melissa P.) 2005-ös spanyol–olasz erotikus filmdráma Luca Guadagnino rendezésében. A film forgatókönyvét Guadagnino, Barbara Alberti és Cristiana Farina írta.  A film Melissa Panarello 100 colpi di spazzola prima di andare a dormire című, félig önéletrajzi ihletésű regénye alapján készült. A főszerepben María Valverde, Fabrizia Sacchi, Primo Reggiani, Nilo Mur, Elio Germano, Letizia Ciampa, Davide Pasti, Alba Rohrwacher, Piergiorgio Bellocchio, Giulio Berruti, Marcello Mazzarella, Claudio Santamaria és Geraldine Chaplin látható.
A film Olaszországban 2005. november 18-án, Spanyolországban pedig 2006. február 24-én jelent meg a Columbia Pictures forgalmazásában. Olaszországban az első helyen végzett a kasszasikerlistán.

## Rövid történet
Egy serdülő lány, aki az anyjával és a nagymamájával él, első szexuális élményeit nehézkes és túlzó módon éli át.

## Szereplők
- María Valverde: Melissa
- Fabrizia Sacchi: Daria
- Geraldine Chaplin: Nonna Elvira
- Letizia Ciampa: Manuela
- Primo Reggiani: Daniele
- Elio Germano: Arnaldo
- Giulio Berruti: Roberto
- Alba Rohrwacher: Clelia
- Davide Pasti: Leo
- Nilo Mur: Marco
- Piergiorgio Bellocchio: úszásoktató
- Claudio Santamaria: múzeumi gondnok
- Marcello Mazzarella: Chiunque

## Bemutató
A filmet Olaszországban 2005. november 18-án, Spanyolországban pedig 2006. február 24-én mutatta be a Columbia Pictures.

## Fordítás
- Ez a szócikk részben vagy egészben  a   Melissa P. (film) című angol Wikipédia-szócikk fordításán alapul.  Az eredeti cikk szerkesztőit annak laptörténete sorolja fel. Ez a jelzés csupán a megfogalmazás eredetét és a szerzői jogokat jelzi, nem szolgál a cikkben szereplő információk forrásmegjelöléseként.